# Гушчарица
Гушчарица је немачка бајка коју су сакупила браћа Грим и први пут је објављена у Гримовим бајкама 1815. године (КХМ 89). Припада типу Aarne–Thompson–Uther Index (ATU Index) 533.
Причу су на енглески први пут превели Едгар Тејлор 1826. године, затим многи други, нпр. анонимна заједница преводилаца 1865, Луси Крејн 1881, ЛукМаргарет Хант 1884. итд. Ендру Ланг ју је укључио у 'Ќњигу Плава вила 1889. године.

## Порекло
Причу су први пут објавила браћа Грим у првом издању Бајке браће Грим, вол. 2, 1815. године, као број 3. Јавља се као бр. 89 од другог издања (1819). Извор браће Грим за причу је немачки приповедач Доротеа Фиман (1755-1815).

## Варијанте
Прича користи заплет лажне невесте са принцезом доброг срца коју је служавка претворила у обичну гушчарицу. Слично је другим бајкама АТ-533 попут америчке „Златне наруквице“. Ови мотиви се такође налазе, усредсређени на мушки лик, у Господару Лорна и лажном управнику (Дечја балада 271) и витешком роману Росвал и Лилијан.
У 13. веку прича се везивала за Бертраду од Лаона, мајку Карла Великог.

## Адаптације
Упркос томе што се на причу гледа као на опскурну, било је много филмских верзија, од Немачке до Америке. Фалада је често оживљена у филмским верзијама или чак поштеђена. Иако се у оригиналној причи подразумева да је краљица умрла, многе верзије такође јој омогућавају да преживи како би разоткрила лажну невесту на венчању. Мотив лажне невесте да предложи тако окрутну казну варира у причама. Филмске верзије укључују:
- Харолд МекГрат је причу адаптирао роману, који је потом развијен у амерички неми филм 1915. године у коме је глумила Маргарит Кларк. У овој верзији, принцезу краде при рођењу и одгаја као гушчарицу дворјанин који уместо ње шаље властиту ћерку. Краљ са којим се верила по рођењу заљубљује се у њу не знајући ко је она. Верује се да је филм изгубљен.
- Бајка је приказана у телевизијској емисији Jackanory 1960-их током сезоне 1, епизода 38, а прочитала ју је Дилис Хамлет.
- Том Давенпорт је 1985. године адаптирао причу у кратки филм као једну од своје серије „Од браће Грим“. Иако је очигледно смештена у америчкој Апалачији, прича говори о ликовима као што су принцезе, принчеви и краљеви, што имплицира да је прича задржала своје европско окружење. Ова верзија је вернија Гриму, јер Фалада није оживљена и лажна невеста је убијена.
- Под насловом "The Goose Maiden" у овој верзији, прича је адаптирана за немачку кратку анимирану епизоду 1999. године, са малим разликама од изворног материјала. Ова епизода је била део серије Симсала Грим.

### Остало
- Иако са оригиналном причом, немачка опера Königskinder Енгелберта Хумпердинка инспирисана је бајкама браће Грим, посебно „Гушчарицом“.
- У серији стрипова Doom Patrol и ТВ серији Патрола проклетих, Бафомет, магично пророчанство које се може појавити у било ком облику који одабере, у причи Ненаписана књига, изабрало је да се појави под маском Фаладе, магичног коња, из филма Гушчарица.